# Karim Benzema
Karim Mostafa Benzema (n. 19 decembrie 1987, Lyon, Franța) este un fotbalist francez, care joacă pe post de atacant la Al-Ittihad în Liga Profesionistă din Arabia Saudită. Pe plan internațional, are prezențe la națională pentru Franța, Franța U17⁠(d), Franța U18⁠(d), Franța U19⁠(d) și Franța U21⁠(d). În 2022, Benzema a câștigat trofeul Balonul de Aur.

## Cariera
Karim Benzema a debutat ca junior la clubul SC Bron Terraillon. A continuat apoi la Lyon, unde după câțiva ani, a început să joace la echipa de seniori. Pe 1 iulie 2009, Karim Benzema a anunțat că Lyon ar vrea să-l vândă echipei Real Madrid. Transferul a costat inițial €35 de milioane suma ajungând ulterior la €41 de milioane după diverse bonusuri activate. Benzema a primit un salariu de aproximativ 6,5 milioane de euro brut pe an.
Alături de Real, Benzema a câștigat cinci trofee UEFA Champions League (2013/2014, 2015/2016, 2016/2017, 2017/2018, 2021/2022), fiind la egalitate cu Cristiano Ronaldo.
În meciul din Supercupa Europei pentru sezonul 2022-2023, Benzema a marcat și a ajutat Realul să câștige. Aceasta este și a cincea oară când Benzema câștigă acest trofeu.
În octombrie 2021, în procesul lui Karim Benzema în cazul sextape Mathieu Valbuena, parchetul de la Versailles a cerut instanței penale să pronunțe o pedeapsă cu închisoare suspendată de zece luni și o amendă de 75.000 de euro împotriva lui Karim.

## Statistici personale

### Club
La 6 februarie 2025.
| Club          | Sezon         | Campionat            | Campionat | Campionat | Cupă    | Cupă   | Cupa Ligii | Cupa Ligii | Europa  | Europa | Alte competiții | Alte competiții | Total   | Total  |
| Club          | Sezon         | Divizie              | Meciuri   | Goluri    | Meciuri | Goluri | Meciuri    | Goluri     | Meciuri | Goluri | Meciuri         | Goluri          | Meciuri | Goluri |
| ------------- | ------------- | -------------------- | --------- | --------- | ------- | ------ | ---------- | ---------- | ------- | ------ | --------------- | --------------- | ------- | ------ |
| Lyon B        | 2004–05       | Championnat National | 11        | 10        | —       | —      | —          | —          | —       | —      | —               | —               | 11      | 10     |
| Lyon B        | 2005–06       | Championnat National | 9         | 5         | —       | —      | —          | —          | —       | —      | —               | —               | 9       | 5      |
| Lyon B        | Total         | Total                | 20        | 15        | —       | —      | —          | —          | —       | —      | —               | —               | 20      | 15     |
| Lyon          | 2004–05       | Ligue 1              | 6         | 0         | 0       | 0      | 0          | 0          | 0       | 0      | —               | —               | 6       | 0      |
| Lyon          | 2005–06       | Ligue 1              | 13        | 1         | 2       | 2      | 0          | 0          | 1       | 1      | —               | —               | 16      | 4      |
| Lyon          | 2006–07       | Ligue 1              | 21        | 5         | 1       | 0      | 1          | 0          | 3       | 2      | 1               | 1               | 27      | 8      |
| Lyon          | 2007–08       | Ligue 1              | 36        | 20        | 6       | 6      | 2          | 1          | 7       | 4      | 1               | 0               | 52      | 31     |
| Lyon          | 2008–09       | Ligue 1              | 36        | 17        | 2       | 1      | 0          | 0          | 8       | 5      | 1               | 0               | 47      | 23     |
| Lyon          | Total         | Total                | 112       | 43        | 11      | 9      | 3          | 1          | 19      | 12     | 3               | 1               | 148     | 66     |
| Real Madrid   | 2009–10       | La Liga              | 27        | 8         | 1       | 0      | —          | —          | 5       | 1      | —               | —               | 33      | 9      |
| Real Madrid   | 2010–11       | La Liga              | 33        | 15        | 7       | 5      | —          | —          | 8       | 6      | —               | —               | 48      | 26     |
| Real Madrid   | 2011–12       | La Liga              | 34        | 21        | 5       | 3      | —          | —          | 11      | 7      | 2               | 1               | 52      | 32     |
| Real Madrid   | 2012–13       | La Liga              | 30        | 11        | 8       | 4      | —          | —          | 10      | 5      | 2               | 0               | 50      | 20     |
| Real Madrid   | 2013–14       | La Liga              | 35        | 17        | 6       | 2      | —          | —          | 11      | 5      | —               | —               | 52      | 24     |
| Real Madrid   | 2014–15       | La Liga              | 29        | 15        | 3       | 0      | —          | —          | 9       | 6      | 5               | 1               | 46      | 22     |
| Real Madrid   | 2015–16       | La Liga              | 27        | 24        | 0       | 0      | —          | —          | 9       | 4      | —               | —               | 36      | 28     |
| Real Madrid   | 2016–17       | La Liga              | 29        | 11        | 3       | 1      | —          | —          | 13      | 5      | 3               | 2               | 48      | 19     |
| Real Madrid   | 2017–18       | La Liga              | 32        | 5         | 1       | 1      | —          | —          | 9       | 5      | 5               | 1               | 47      | 12     |
| Real Madrid   | 2018–19       | La Liga              | 36        | 21        | 6       | 4      | —          | —          | 8       | 4      | 3               | 1               | 53      | 30     |
| Real Madrid   | 2019–20       | La Liga              | 37        | 21        | 3       | 1      | —          | —          | 8       | 5      | —               | —               | 48      | 27     |
| Real Madrid   | 2020–21       | La Liga              | 34        | 23        | 1       | 0      | —          | —          | 10      | 6      | 1               | 1               | 46      | 30     |
| Real Madrid   | 2021–22       | La Liga              | 32        | 27        | 0       | 0      | —          | —          | 12      | 15     | 2               | 2               | 46      | 44     |
| Real Madrid   | 2022–23       | La Liga              | 24        | 19        | 5       | 4      | —          | —          | 10      | 4      | 4               | 4               | 43      | 31     |
| Real Madrid   | Total         | Total                | 439       | 238       | 49      | 25     | —          | —          | 133     | 78     | 27              | 13              | 648     | 354    |
| Al-Ittihad    | 2023–24       | Saudi Pro League     | 21        | 9         | 1       | 1      | —          | —          | 3       | 0      | 8               | 6               | 33      | 16     |
| Al-Ittihad    | 2024–25       | Saudi Pro League     | 16        | 14        | 2       | 2      | —          | —          | —       | —      | —               | —               | 18      | 16     |
| Al-Ittihad    | Total         | Total                | 37        | 23        | 3       | 3      | —          | —          | 3       | 0      | 8               | 6               | 51      | 32     |
| Total carieră | Total carieră | Total carieră        | 608       | 319       | 63      | 37     | 3          | 1          | 155     | 90     | 38              | 20              | 867     | 467    |

1. ↑  Include Coupe de France, Copa del Rey
2. ↑  Include Coupe de la Ligue
3. 1 2 3 4 5 6 7 8 9 10 11 12 13 14 15 16  Apariții în UEFA Champions League
4. 1 2 3  Apariție în Trophée des Champions
5. 1 2 3 4  Apariții în Supercopa de España
6. ↑  O apariție în UEFA Super Cup, douo apariții în Supercopa de España, douo apariții și un gol în FIFA Club World Cup
7. ↑  O apariție în UEFA Super Cup, douo apariții în Supercopa de España, douo apariții și douo goluri în FIFA Club World Cup
8. ↑  O apariție în UEFA Super Cup, o apariție și un gol în Supercopa de España, douo apariții în FIFA Club World Cup
9. ↑  O apariție și un gol în UEFA Super Cup, douo apariții în FIFA Club World Cup
10. ↑  Două apariții și două goluri în Supercopa de España, o apariție și un gol în Supercupa UEFA, o apariție și un gol în Cupa Mondială a Cluburilor FIFA
11. ↑  Apariții în AFC Champions League
12. ↑  Patru apariții și trei goluri în Arabe Club Champions Cup, două apariții și două goluri în FIFA Club World Cup, două apariții și un gol în Saudi Supercup

### Internațional
La  9 mai 2014.
| Echipa | Sezon   | Meciuri | Goluri | Pase de gol |
| ------ | ------- | ------- | ------ | ----------- |
| Franța | 2006–07 | 2       | 1      | 0           |
| Franța | 2007–08 | 11      | 2      | 1           |
| Franța | 2008–09 | 11      | 3      | 0           |
| Franța | 2009–10 | 3       | 2      | 0           |
| Franța | 2010–11 | 10      | 4      | 2           |
| Franța | 2011–12 | 12      | 3      | 5           |
| Franța | 2012–13 | 9       | 0      | 2           |
| Franța | 2013–14 | 6       | 4      | 0           |
| Total  | Total   | 65      | 19     | 10          |

### Goluri la națională
| #   | Data              | Stadion                                               | Adversar              | Scor | Rezultat | Competiție                                               |
| --- | ----------------- | ----------------------------------------------------- | --------------------- | ---- | -------- | -------------------------------------------------------- |
| 1.  | 28 martie 2007    | Stade de France, Saint-Denis, Franța                  | Austria               | 1–0  | 1–0      | Meci amical                                              |
| 2.  | 13 octombrie 2007 | Tórsvøllur, Tórshavn, Insulele Feroe                  | Insulele Feroe        | 0–3  | 0–6      | Preliminariile Campionatului European de Fotbal 2008     |
| 3.  | 13 octombrie 2007 | Tórsvøllur, Tórshavn, Insulele Feroe                  | Insulele Feroe        | 0–5  | 0–6      | Preliminariile Campionatului European de Fotbal 2008     |
| 4.  | 20 august 2008    | Ullevi, Göteborg, Suedia                              | Suedia                | 1–1  | 2–3      | Meci amical                                              |
| 5.  | 15 octombrie 2008 | Stade de France, Saint-Denis, Franța                  | Tunisia               | 3–1  | 3–1      | Meci amical                                              |
| 6.  | 5 iunie 2009      | Stade Gerland, Lyon, Franța                           | Turcia                | 1–0  | 1–0      | Meci amical                                              |
| 7.  | 10 octombrie 2009 | Stade du Roudourou, Guingamp, Franța                  | Insulele Feroe        | 5–0  | 5–0      | Calificările pentru Campionatul Mondial de Fotbal 2010   |
| 8.  | 14 octombrie 2009 | Stade de France, Saint-Denis, Franța                  | Austria               | 1–0  | 3–1      | Calificările pentru Campionatul Mondial de Fotbal 2010   |
| 9.  | 7 septembrie 2010 | Asim Ferhatović Hase, Sarajevo, Bosnia și Herțegovina | Bosnia și Herțegovina | 0–1  | 0–2      | [[Preliminariile Campionatului European de Fotbal 2012]] |
| 10. | 12 octombrie 2010 | Stade Saint-Symphorien, Metz, Franța                  | Luxemburg             | 1–0  | 2–0      | Preliminariile Campionatului European de Fotbal 2012     |
| 11. | 17 noiembrie 2010 | Stadionul Wembley, Londra, Anglia                     | Anglia                | 0–1  | 1–2      | Meci amical                                              |
| 12. | 9 februarie 2011  | Stade de France, Saint-Denis, Franța                  | Brazilia              | 1–0  | 1–0      | Meci amical                                              |
| 13. | 2 septembrie 2011 | Qemal Stafa, Tirana, Albania                          | Albania               | 0–1  | 1–2      | Preliminariile Campionatului European de Fotbal 2012     |
| 14. | 5 iunie 2012      | MMArena, Le Mans, Franța                              | Estonia               | 2–0  | 4–0      | Meci amical                                              |
| 15. | 5 iunie 2012      | MMArena, Le Mans, Franța                              | Estonia               | 3–0  | 4–0      | Meci amical                                              |
| 16. | 11 octombrie 2013 | Parc des Princes, Paris, Franța                       | Australia             | 6–0  | 6–0      | Meci amical                                              |
| 17. | 15 octombrie 2013 | Stade de France, Saint-Denis, Franța                  | Finlanda              | 3–0  | 3–0      | Calificările pentru Campionatul Mondial de Fotbal 2014   |
| 18. | 19 noiembrie 2013 | Stade de France, Saint-Denis, Franța                  | Ucraina               | 2–0  | 3–0      | Calificările pentru Campionatul Mondial de Fotbal 2014   |
| 19. | 5 martie 2014     | Stade de France, Saint-Denis, Franța                  | Țările de Jos         | 1–0  | 2–0      | Meci amical                                              |

## Palmares
Lyon
- Ligue 1 (4): 2004–2005, 2005–2006, 2006–2007, 2007–2008
- Coupe de France (1): 2007–2008
- Trophée des Champions (4): 2005, 2006, 2007, 2008

Real Madrid
- La Liga (4): 2011–12, 2016-17, 2019-20, 2021-22
- Copa del Rey (2): 2010–11, 2013–14
- Supercopa de España (3): 2012, 2017, 2020

- Liga Campionilor UEFA (5): 2013–14, 2015-16, 2016-17, 2017–18, 2021-2022
- Supercupa Europei (3): 2014, 2016, 2017
- Campionatul Mondial al Cluburilor FIFA (4): 2014, 2016, 2017, 2018

### Internațional
- Campionatul European Under-17 (1): 2004

### Individual
- Trofeul Bravo (1): 2008
- Ligue 1 Top Goalscorer (1): 2007–08
- UNFP Ligue 1 Player of the Year (1): 2007–08
- UNFP Ligue 1 Team of the Year (1): Ligue 1
- French Player of the Year (2): 2011, 2012
- Cel mai rapid gol marcat într-un El Clásico pe 10 decembrie 2011 (21 de secunde)
- Balonul de Aur: 2022